# Plagithmysus sugawai
Plagithmysus sugawai är en skalbaggsart som beskrevs av J. Linsley Gressitt och Davis 1972. Plagithmysus sugawai ingår i släktet Plagithmysus och familjen långhorningar. Inga underarter finns listade i Catalogue of Life.